# David James (cầu thủ bóng đá, sinh 1970)
David Benjamin James MBE (sinh ngày 1 tháng 8 năm 1970) là một cựu cầu thủ bóng đá người Anh, từng là thủ môn. Ông là người quản lý tại Kerala Blasters FC trong giải đấu Indian Super League. Ông cũng là một chuyên gia bình luận bóng đá cho BT Sport.

## Tiểu sử
James đứng thứ tư trong danh sách các lần ra sân tại Premier League mọi thời đại, đã chơi ở 572 trận đấu cấp cao nhất, và giữ kỷ lục Premier League cho hầu hết các bảng sạch với 170 cho đến khi Petr Čech vượt qua kỷ lục này
James đã có 53 lần ra sân trong đội hình đội tuyển Anh từ năm 1997 đến năm 2010, và là thủ môn được lựa chọn đầu tiên trong mùa giải Euro 2004 và World Cup 2010 của đội. Ông được bổ nhiệm Order of the British Empire (MBE) trong danh dự sinh nhật 2012 cho các dịch vụ bóng đá và từ thiện.

## Danh hiệu
Liverpool
- Football League Cup: 1994–95

Portsmouth
- FA Cup: 2007–08

AFC Bournemouth
- Football League One á quân: 2012–13